# Luis Colosio

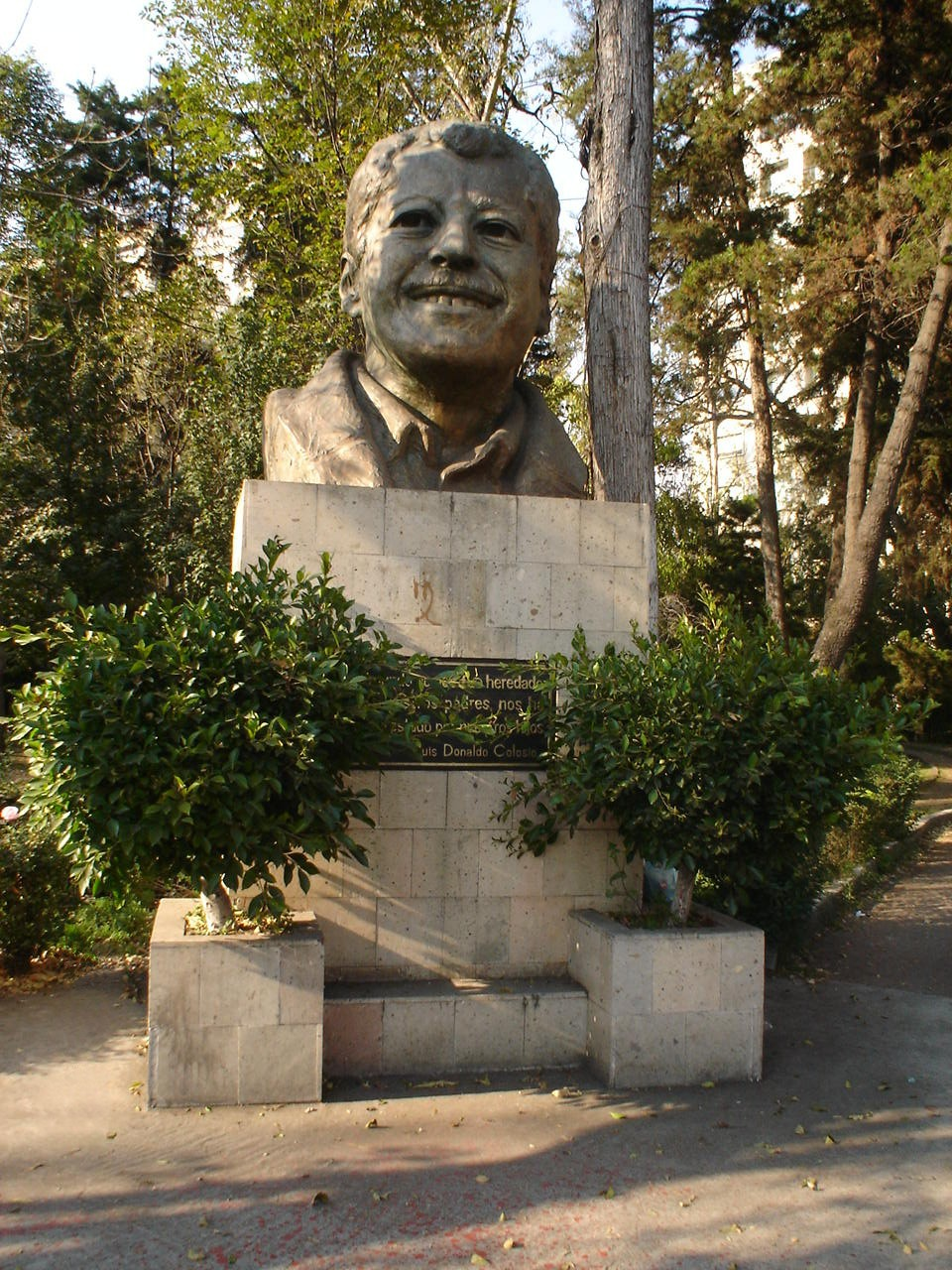
Pomnik Luisa Colosio

Luis Donaldo Colosio Murrieta (ur. 10 lutego 1950, zm. 23 marca 1994) – meksykański polityk i ekonomista, członek Partii Rewolucyjno-Instytucjonalnej.
Kandydat na prezydenta Meksyku, zamordowany w Tijuanie w marcu 1994, na pięć miesięcy przed wyborami prezydenckimi, przez Mario Aburto Martíneza. Po jego śmierci kandydatem z ramienia partii PRI został Ernesto Zedillo, który te wybory wygrał.